# Metacirolana hanseni
Metacirolana hanseni är en kräftdjursart som först beskrevs av Bonnier 1896.  Metacirolana hanseni ingår i släktet Metacirolana och familjen Cirolanidae. Inga underarter finns listade i Catalogue of Life.